# بيانكا (مغنية)
تاتيانا إدواردوفنا ليبنيتسكايا (البيلاروسية:Таццяна Эдуардаўна Ліпніцкая; الروسية:Татьяна Эдуардовна Липницкая; ولدت في 17 سبتمبر 1985) مغنية وكاتبة أغاني، وملحنة ومنتجة موسيقى، راقصة، مقدمة تلفزيونية روسية، من أصول بيلاروسية. معروفة فنياً باسم «بيانكا» وهي واحدة من الفنانين الأوائل في موسيقى آر أند بي في روسيا. بدأت حياتها المهنية الموسيقية في عام 2005 بعد مشروع بالتعاون مع سيريوغا، والتي رفضت تمثيل بيلاروسا في مسابقة «يوروفيجن» 2004.
برزت في عام 2005 مع إطلاق أغنية "Swan" التي أصبحت في وقت لاحق الموسيقى التصويرية للفيلم الروسي، ظل الملاكمة.
بحلول عام 2016، أصدرت بيانكا خمسة ألبومات مرقمة، واحد منها أعيد إصداره تحت اسم مختلف. صدر الألبوم الأول «آر أند بي الروسية الشعبية» في عام 2006 من قبل «سوني بي إم جي»، الذي لقى ناجحا تجاريا.

## روابط خارجية
- بيانكا على موقع ميوزك برينز (الإنجليزية)
- بيانكا على موقع ديسكوغز (الإنجليزية)
- بيانكا على موقع كينوبويسك (الروسية)

- الموقع بيانكا الرسمي